# Sallie Shearer

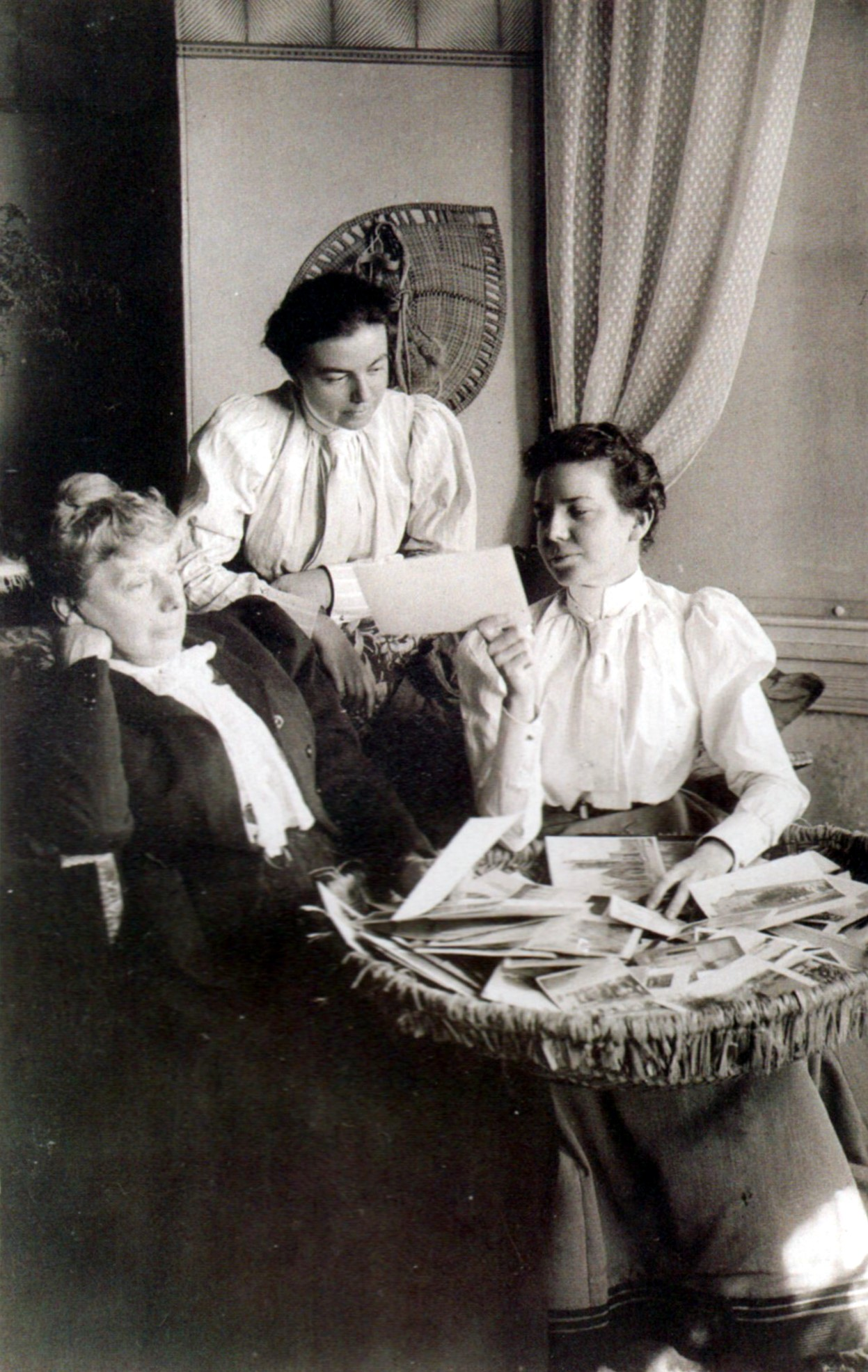
Links vermutlich Sallie Shearer, mit zwei nicht identifizierten Frauen, fotografiert von William Goldman, um 1892

Sarah D. „Sallie“ Shearer (geboren als Sarah D. Fisher am 3. September 1848 in Muhlenberg Township, Berks County, Pennsylvania; gestorben am 1. Oktober 1909 in Reading, Berks County, Pennsylvania) war eine US-amerikanische Bordellbetreiberin in Reading, Pennsylvania. Sie war mit dem Maler Christopher Shearer verheiratet, der sie und die beiden gemeinsamen Söhne wegen einer anderen Frau verließ, und dann in Europa studierte. 1880 war Shearer in Reading als Schneiderin tätig. Es ist nicht bekannt, ob Shearer selbst der Prostitution nachging, doch bereits 1883 betrieb sie in Reading ein Bordell. Ungeachtet wiederholter strafrechtlicher Verfolgung und mindestens einer Haftstrafe war sie wirtschaftlich erfolgreich und konnte Immobilien erwerben und sich eine luxuriöse Kutsche leisten. Sallie Shearer starb nach mehrjähriger Krankheit an Diabetes und erhielt ein prächtiges Begräbnis auf dem Alsace Lutheran Church Cemetery in Reading.
In den 1890er Jahren fotografierte William Goldman zahlreiche Mitarbeiterinnen Shearers, meist in den Räumen des Bordells. Die über 200 Fotografien wurden um 2010 von Robert Flynn Johnson am Verkaufsstand einer Ansichtskartenhändlerin im kalifornischen Concord entdeckt und 2018 veröffentlicht.

## Jugend und gescheiterte Ehe
Sarah Fisher wurde 1848 in Muhlenberg Township, Berks County, Pennsylvania geboren. Der Ort grenzt nördlich an Reading, den Verwaltungssitz des Berks County. Ende der 1860er Jahre heiratete sie den deutschstämmigen Landschaftsmaler Christopher Shearer. Aus der Ehe gingen zwei Söhne hervor, Bernard (1869–1937) und Victor (1872–1951), die beide ebenfalls Maler wurden. Christopher Shearer verließ seine Familie und studierte in Paris, Düsseldorf und München. Er heiratete nach der Scheidung von Sallie erneut und reiste 1878 wieder für ein Jahr nach Düsseldorf, um bei Vertretern der Düsseldorfer Malerschule zu studieren.

## Beruf

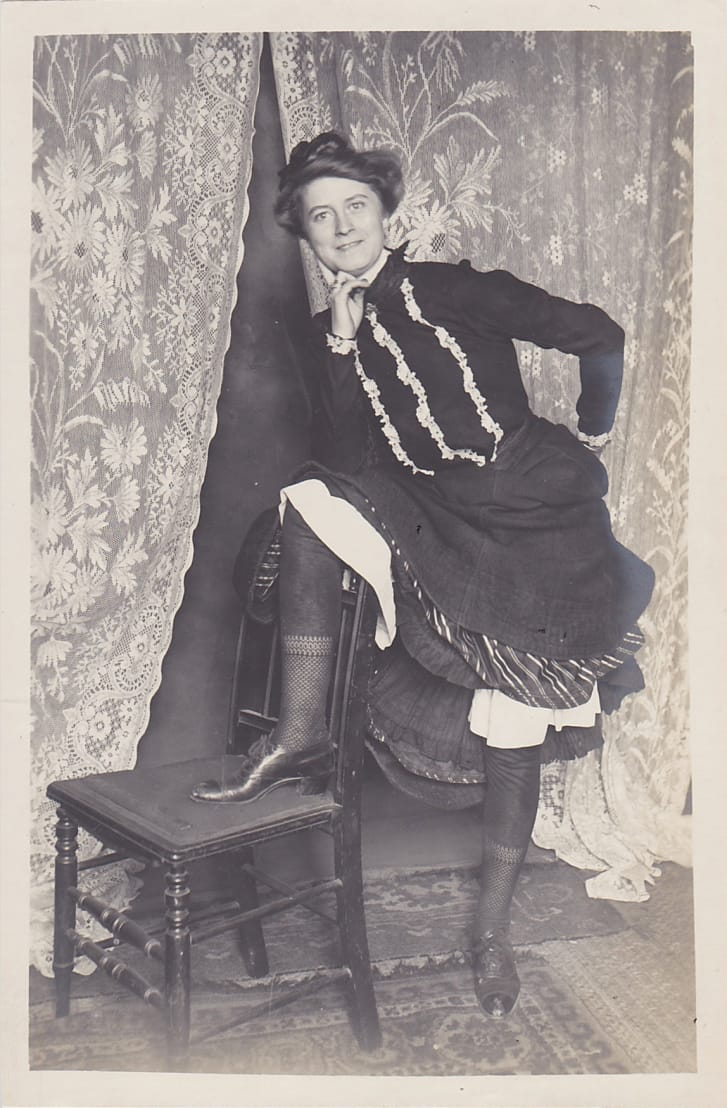
Prostituierte in Sallie Shearers Bordell, stolz in aufwändiger Kleidung posierend

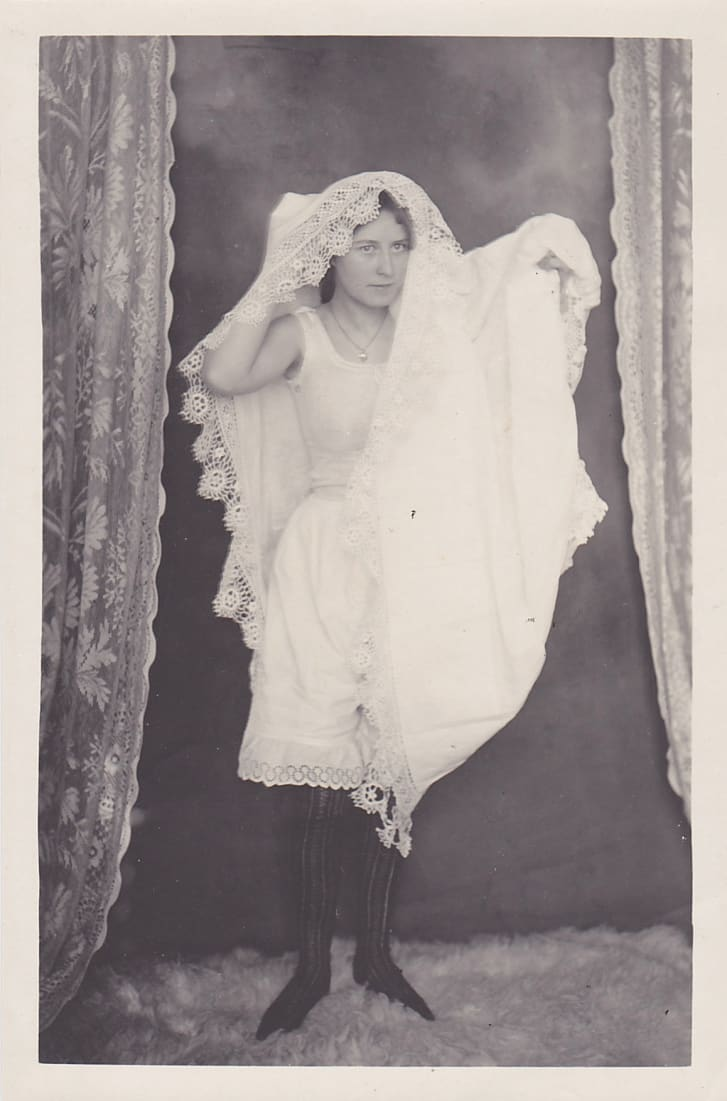
Pose in kostbarer Unterwäsche

1880 wurde Shearer im Adressbuch von Reading als Schneiderin aufgeführt. Es ist nicht bekannt, ob Shearer selbst als Prostituierte gearbeitet hat, doch 1883 wurde sie in der Lokalpresse als Betreiberin eines Bordells an der Washington Street zwischen der Third Street und Fourth Street genannt, von dem seit längerer Zeit „extreme Belästigungen“ der angesehenen Nachbarschaft ausgegangen waren. 1890 war Shearer die Betreiberin eines Edelbordells an der Ecke North 8th und Walnut Street, eines sogenannten Parlor House, in dem die Freier in einem Salon unterhalten wurden, während sie unter den Mitarbeiterinnen ihre Auswahl trafen. Dieses Bordell war dem zeitgenössischen Bericht eines Polizeibeamten zufolge „großartig eingerichtet. Die feinsten Samtteppiche bedecken den Boden, schöne Spiegel schmücken die Wände und die Zimmer sind hübsch eingerichtet“ (englisch "magnificently furnished. The finest velvet carpets cover the floors, beautiful mirrors adorn the walls and the rooms are beautifully decorated").
Shearer und ihre Bordelle wurden wiederholt zum Ziel polizeilicher Maßnahmen, über die die lokale Presse berichtete. Insbesondere wenn sich örtliche Politiker mit dem Versprechen der Bekämpfung des Lasters an die Wähler wandten, betraf dies auch Shearer. So wurde 1883 ihr Bordell nach einer Beschwerde über eine massive Ruhestörung das Ziel einer nächtlichen Razzia. Shearer wurde mit zwei ihrer Mitarbeiterinnen verhaftet, alle drei wurden aber nach wenigen Stunden auf Kaution freigelassen. Bei diesem Anlass wurden auch drei junge Männer und eine Frau verhaftet, die Shearers Angaben zufolge in das Bordell eingebrochen waren und mehrere Gegenstände gestohlen hatten. Unter den vier Beschuldigten, die noch in derselben Nacht festgenommen wurden, befanden sich mit Ed Morris und dem neunzehnjährigen Fred Carroll zwei prominente Baseballspieler der 1880er Jahre. Carroll wurde allerdings wegen offensichtlicher Unschuld sofort wieder freigelassen.
1890 erschien Shearer im Zusammenhang mit einer Verschwörung zur Erpressung als Zeugin vor Gericht. John L. Fehr, ein Mitglied einer einflussreichen Familie, soll Shearer mit Strafverfolgung gedroht haben, falls sie sich weigere, ein Bestechungsgeld zu zahlen. Shearer zahlte nicht und wurde wegen des Betriebs eines Disorderly house und wegen des Verkaufs von alkoholischen Getränken ohne die erforderliche Lizenz angeklagt. Das Verfahren wurde gegen eine Geldbuße von 203 US-Dollar eingestellt. Shearer gab an, dass sie das Verfahren gegen die Fehrs nicht angestoßen habe. Es hatte seinen Ursprung in einem anderen Verfahren des Commonwealth of Pennsylvania gegen John L. Fehr wegen Erpressung, das zu der Anklage gegen drei Mitglieder der Familie Fehr wegen der Verschwörung zur Erpressung Shearers führte.
1898 führte die Polizei von Reading einen „Kreuzzug“ gegen die Bordelle der Stadt. Dabei wurden Shearer und mehrere weitere Bordellbetreiber wegen des Betriebs eines Bordells und des Verkaufs alkoholischer Getränke ohne Lizenz an Sonntagen festgenommen, aber gegen Stellung einer Kaution wieder freigelassen. Zu den Verhafteten gehörte ein Harry Weaver, der mit der Mahogany Hall ein Bordell mit farbigen Mitarbeiterinnen betrieb. Shearer bekannte sich vor Gericht schuldig und wurde zu einer dreimonatigen Haft und einer Geldstrafe von 100 US-Dollar verurteilt. Sie wurde am 22. Dezember 1898 direkt aus dem Gerichtssaal in das Gefängnis überführt und verbüßte die ganze Strafe bis zum März 1899.
Trotz des ständigen Konflikts mit dem Gesetz brachte Shearer es zu einigem Wohlstand. Sie konnte für ihre beiden Söhne, die später in Reading als Maler großes Ansehen genossen, ein Haus kaufen. Für ihre Fahrten in der Stadt kaufte sich Shearer eine luxuriöse schwarze Kutsche mit Spitzenvorhängen.

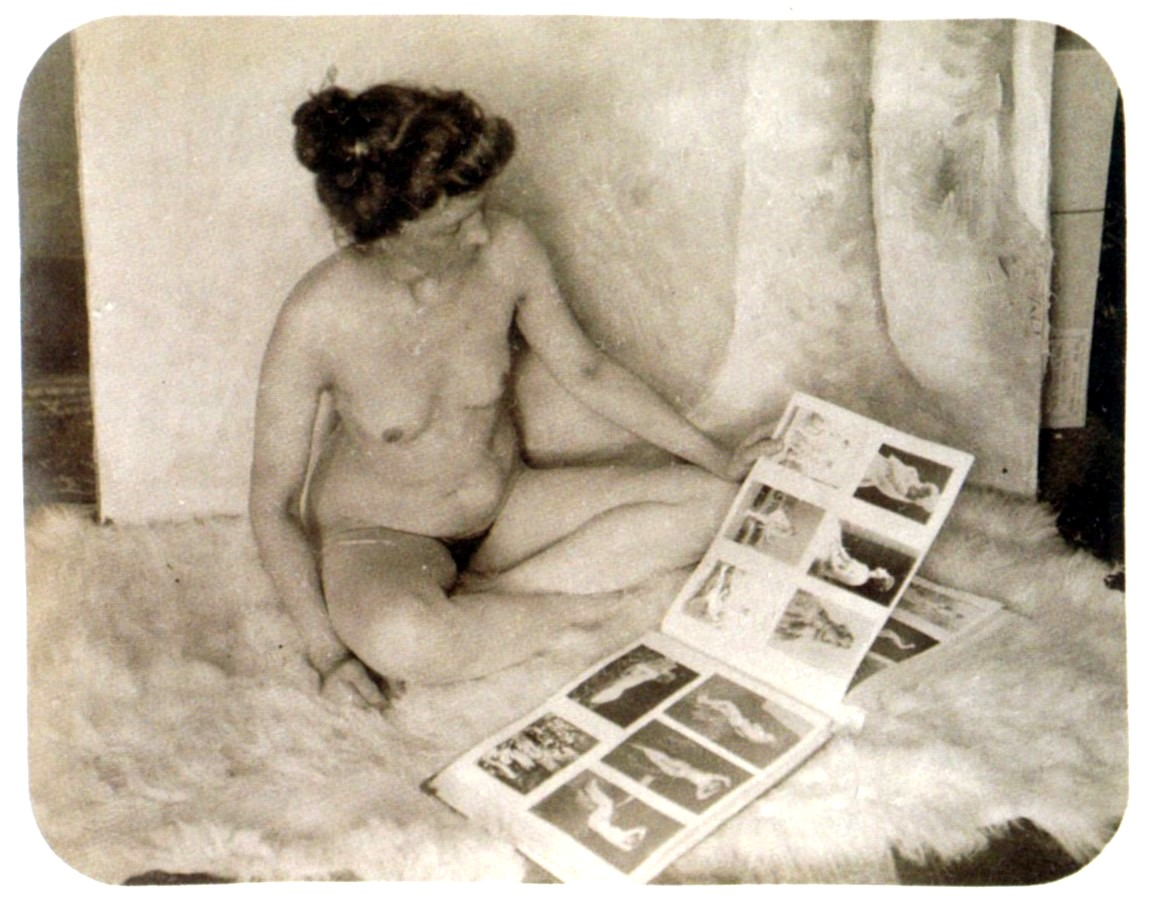
Akt einer Prostituierten, mit einem von Goldmans Fotoalben

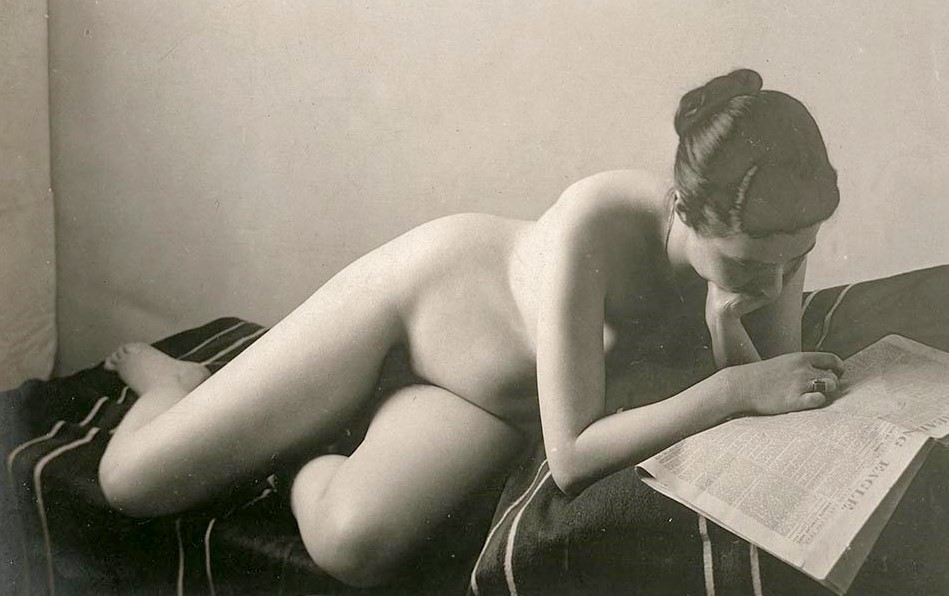
Akt einer Prostituierten, den Reading Eagle lesend

Zwischen etwa 1892 und 1900 posierten zahlreiche Mitarbeiterinnen Shearers, meist in den Räumen des Bordells, für den professionellen Fotografen William Goldman. Die Bilder wurden von Goldman zunächst in einem Album zusammengestellt, das auch auf einer der Aufnahmen zu sehen ist. Offenbar waren die Bilder nur zur privaten Verwendung bestimmt, eine Veröffentlichung hätte für den angesehenen Goldman, der beruflich die üblichen Hochzeitsfotos und Porträts der lokalen Oberschicht anfertigte, den Ruin bedeutet. Die Fotografien wurden um 2010 von dem Fotohistoriker Robert Flynn Johnson am Verkaufsstand einer Ansichtskartenhändlerin im kalifornischen Concord entdeckt und 2018 erstmals veröffentlicht. Sie stellen ein bedeutendes Zeitdokument dar und ermöglichen einen Einblick in ein Milieu, dessen fotografische Dokumentation meist nicht möglich war. Die abgebildeten Frauen sind ganz überwiegend Weiße und tragen oft luxuriöse Oberkleidung oder Unterwäsche. Eine der Aufnahmen zeigt ein Modell mit einer Ausgabe des Reading Eagle, der für Robert Flynn Johnson die erste Spur zur Identifizierung des Fotografen war.

Fotografien aus Sallie Shearers Bordell, um 1892
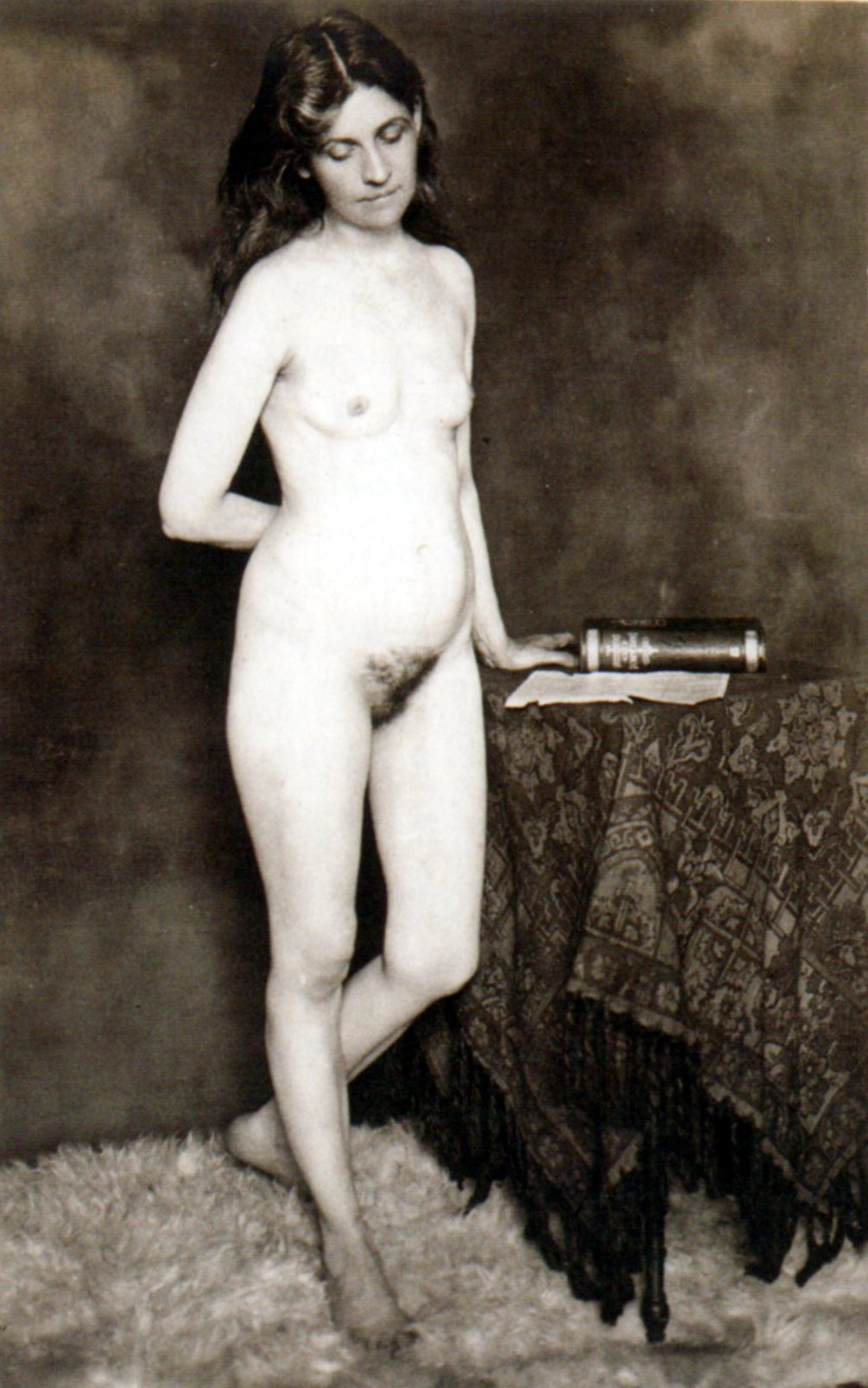
Akt einer vermutlich Schwangeren, auf dem Tisch The Science of a New Life von John Cowan, ein frühes Buch zur Sexualaufklärung
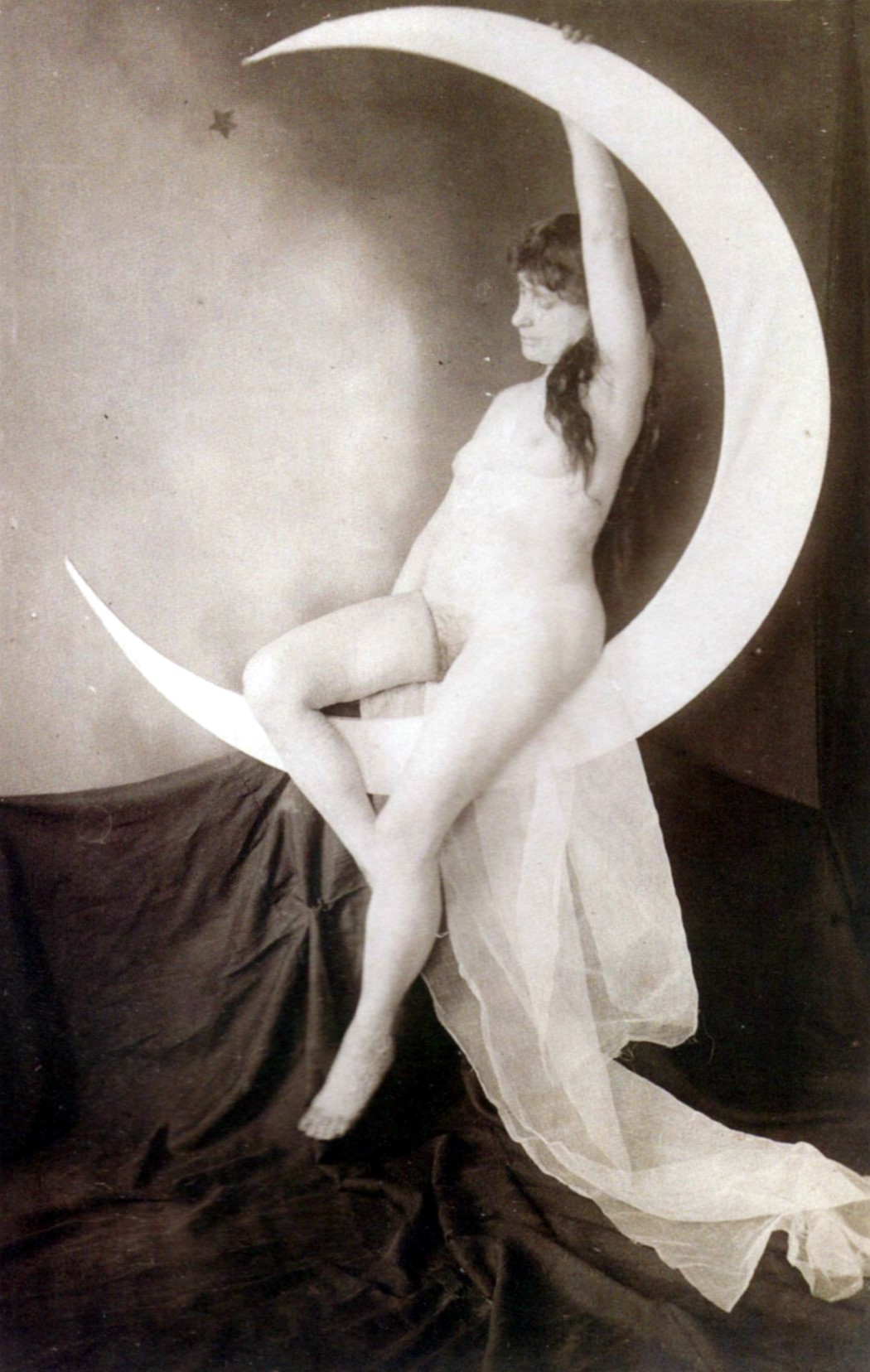
Akt mit einer Mondsichel, eher die Requisite eines Fotostudios
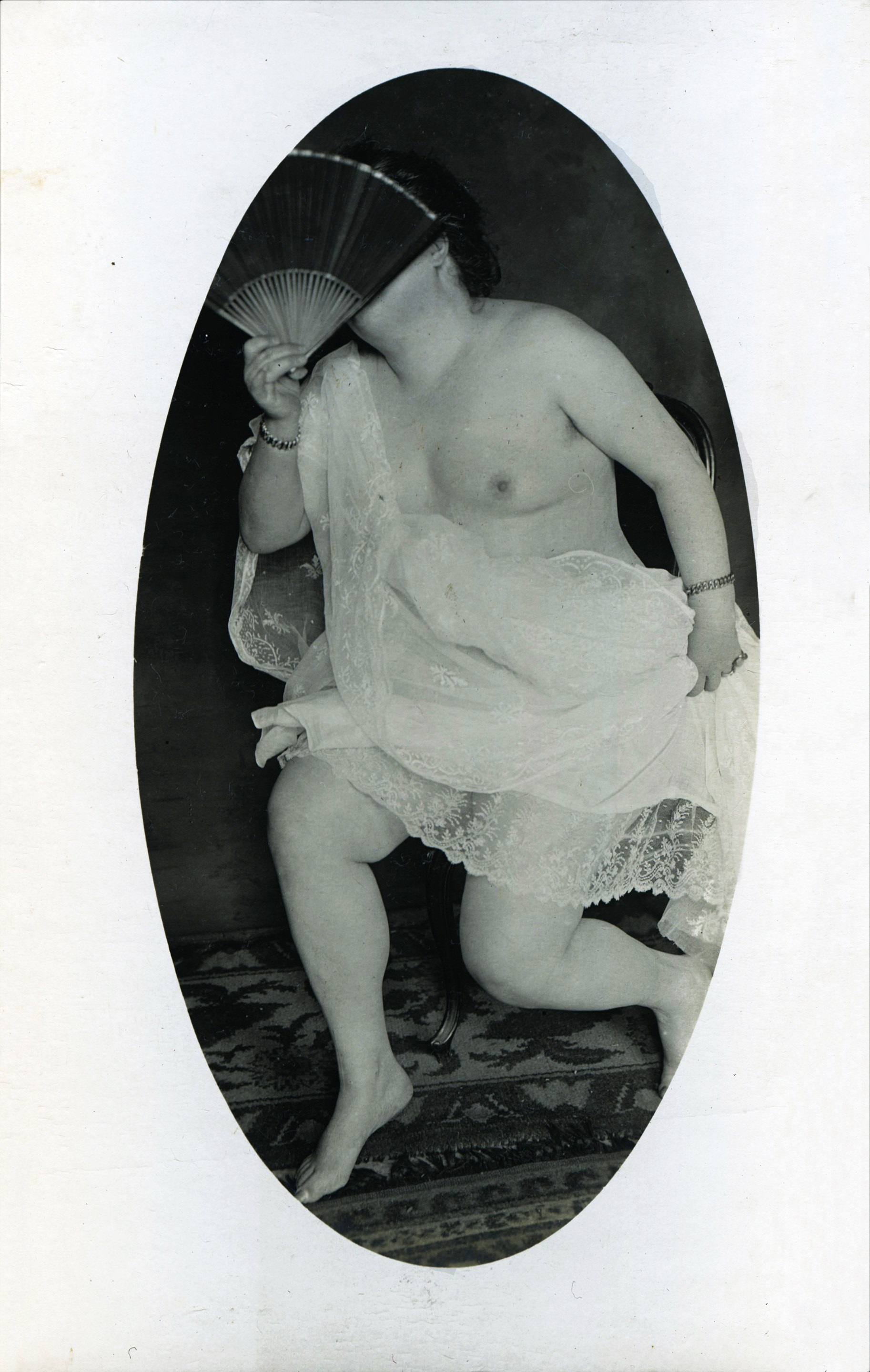
Akt einer älteren Prostituierten, das Gesicht verdeckend
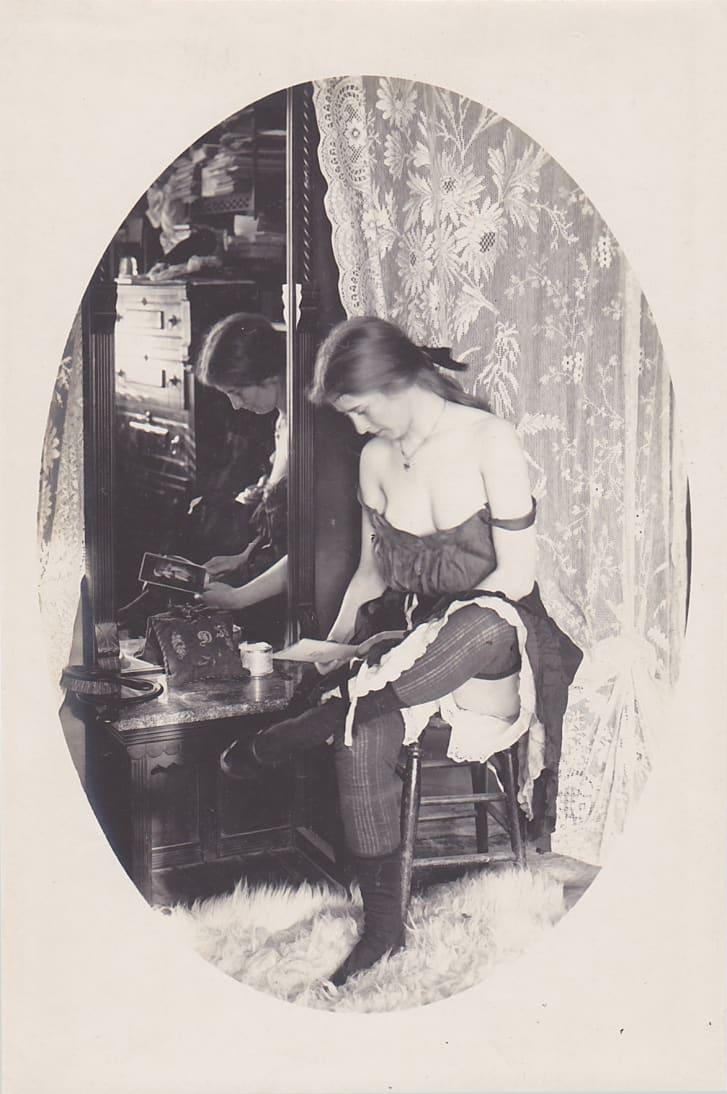
Beim Betrachten eines Fotos
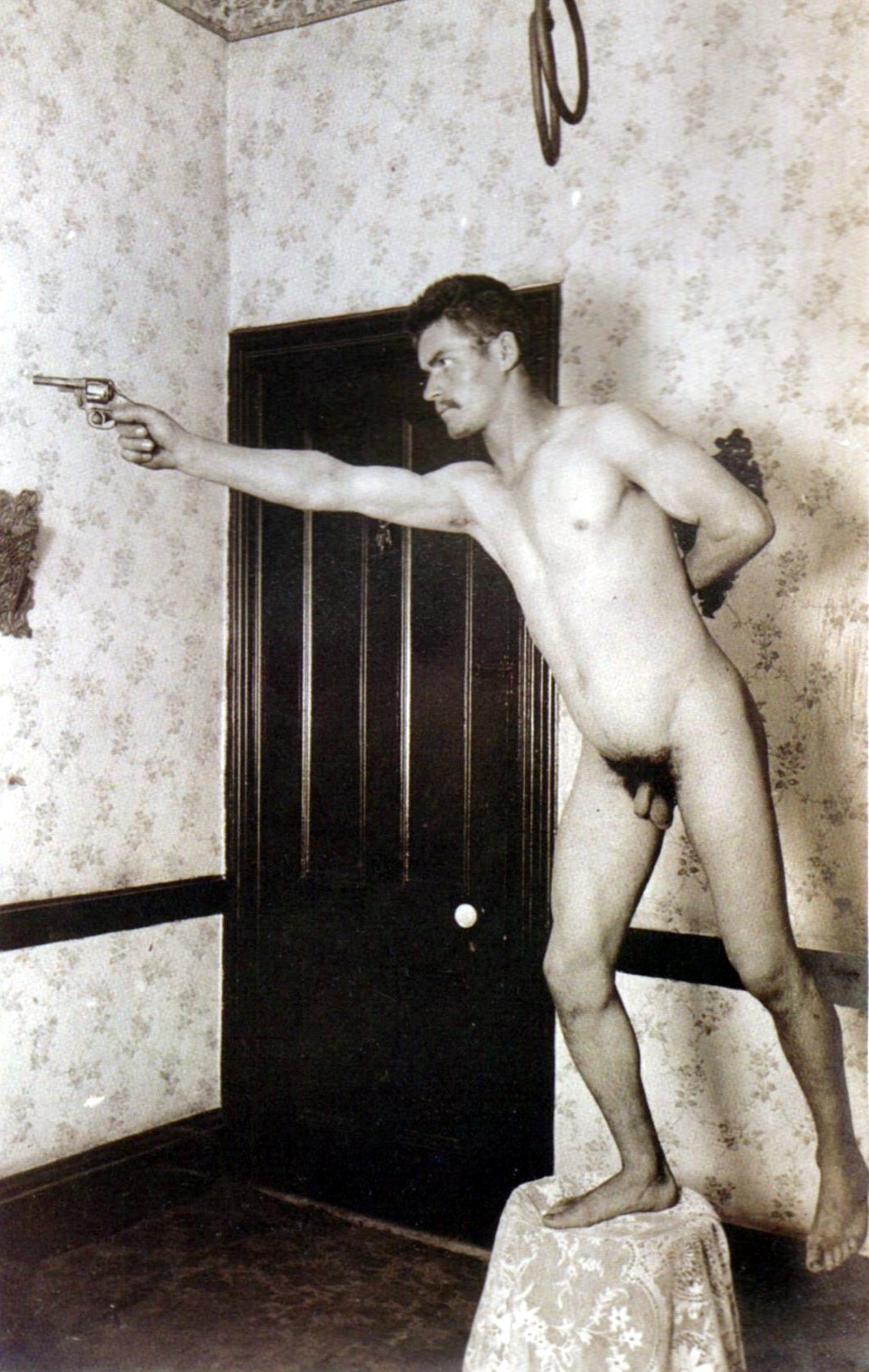
Akt eines Freiers mit Revolver

## Letzte Jahre und Tod
Im Rahmen der Strafverfolgung der Bordellbetreiberin May Reilly wurde 1907 bekannt, dass Shearer ihr Edelbordell an der Ecke Eight und Walnut Street bereits im Mai 1905 für fünf Jahre an Reilly verpachtet hatte. Das deutet auf eine Reduzierung ihrer Geschäftstätigkeit hin, doch Mitglieder der örtlichen Law and Order Society bezeugten, dass sie von Reilly und Shearer an einem Sonntag im Jahr 1907 und bei verschiedenen Gelegenheiten im Jahr 1906 alkoholische Getränke gekauft hatten.
Sallie Shearer starb nach mehrjähriger Erkrankung am 1. Oktober 1909 in ihrem Haus an der 1138 North 11th Street an Diabetes. Zu ihrer Beisetzung auf dem Alsace Lutheran Church Cemetery in Reading wurde sie in eine cremefarbene Seidenrobe gekleidet. Der Sarg war purpurfarben gepolstert, hatte vier Tragestangen in der Art einer Sänfte sowie aufwändige Beschläge und ein Namensschild aus Silber.